# St Erth
St Erth – wieś w Anglii, w Kornwalii. Leży 9 km na północny wschód od miasta Penzance i 402 km na zachód od Londynu. W 2001 miejscowość liczyła 1384 mieszkańców.